# Danh sách hồ của Nhật Bản
Danh sách các hồ ở Nhật Bản được xếp hạng theo diện tích bề mặt.
| Hạng | Tên         | Vùng     | Tỉnh¹           | Hạt                                                                                          | Nước    | Diện tích (km²) | Độ sâu tối đa (m) | Độ cao (m) | Thể tích (km³) |
| ---- | ----------- | -------- | --------------- | -------------------------------------------------------------------------------------------- | ------- | --------------- | ----------------- | ---------- | -------------- |
| 1    | Biwa        | Kansai   | Shiga           | Ōtsu, Kusatsu, Higashi-Ōmi, Hikone Nagahama, Moriyama, Ōmi-Hachiman Takashima, Yasu, Maibara | Ngọt    | 670.3           | 103.8             | 85         | 27.5           |
| 2    | Kasumigaura | Kantō    | Ibaraki         | Tsuchiura, Ishioka, Omitama, Inashiki Ami, Kasumigaura, Namegata, Itako, Miho                | Ngọt    | 167.6           | 7.10              | 0          | 0.85           |
| 3    | Saroma      | Hokkaidō | Abashiri        | Kitami, Saroma, Yūbetsu                                                                      | Nước lợ | 151.9           | 19.6              | 0          | 1.3            |
| 4    | Inawashiro  | Tōhoku   | Fukushima       | Kōriyama, Aizu-Wakamatsu, Inawashiro                                                         | Ngọt    | 103.3           | 94.6              | 514        | 5.40           |
| 5    | Nakaumi     | San'in   | Shimane Tottori | Matsue, Yonago, Yasugi Sakaiminato, Higashi-Izumo                                            | Hơi mặn | 86.2            | 17.1              | 0          | 0.47           |
| 6    | Kussharo    | Hokkaidō | Kushiro         | Teshikaga                                                                                    | Ngọt    | 79.3            | 117.5             | 121        | 2.25           |
| 7    | Shinji      | San'in   | Shimane         | Matsue, Izumo, Hikawa                                                                        | Hơi mặn | 79.1            | 6.0               | 0          | 0.34           |
| 8    | Shikotsu    | Hokkaidō | Ishikari        | Chitose                                                                                      | Ngọt    | 78.4            | 360.1             | 247        | 20.9           |
| 9    | Tōya        | Hokkaidō | Iburi           | Tōyako, Sōbetsu                                                                              | Ngọt    | 70.7            | 179.9             | 84         | 8.19           |
| 10   | Hamana      | Tōkai    | Shizuoka        | Hamamatsu, Kosai, Arai                                                                       | Hơi mặn | 65.0            | 13.1              | 0          | 0.35           |
| 11   | Ogawara     | Tōhoku   | Aomori          | Misawa, Tōhoku, Rokkasho                                                                     | Hơi mặn | 62.2            | 24.4              | 0          | 0.714          |
| 12   | Towada      | Tōhoku   | Aomori Akita    | Towada, Kosaka                                                                               | Ngọt    | 61.0            | 326.8             | 400        | 4.19           |
| 13   | Notoro      | Hokkaidō | Abashiri        | Abashiri                                                                                     | Hơi mặn | 58.4            | 23.1              | 0          | 0.5            |
| 14   | Fūren       | Hokkaidō | Nemuro          | Nemuro, Betsukai                                                                             | Hơi mặn | 57.5            | 13.0              | 0          | 0.0564         |
| 15   | Kitaura     | Kantō    | Ibaraki         | Kashima, Hokota, Namegata, Itako                                                             | Ngọt    | 35.2            | 7.0               | 0          | 0.18           |
| 16   | Abashiri    | Hokkaidō | Abashiri        | Abashiri, Ōzora                                                                              | Hơi mặn | 32.3            | 16.1              | 0          | 0.2            |
| 17   | Akkeshi     | Hokkaidō | Kushiro         | Akkeshi, Hokkaidō                                                                            | Ngọt    | 32.3            | 11.0              | 0          |                |
| 18   | Hachirō     | Tōhoku   | Akita           | Katagami, Oga, Gojōme, Ikawa, Ōgata                                                          | Ngọt    | 27.7            | 12.0              | 0          |                |
| 19   | Tazawa      | Tōhoku   | Akita           | Senboku                                                                                      | Ngọt    | 25.8            | 423.4             | 249        | 7.2            |
| 20   | Mashū       | Hokkaidō | Kushiro         | Teshikaga                                                                                    | Ngọt    | 19.2            | 211.4             | 351        |                |
| 21   | Jūsan       | Tōhoku   | Aomori          | Goshogawara, Tsugaru, Nakadomari                                                             | Hơi mặn | 18.1            | 1.5               | 0          |                |
| 22   | Kutcharo    | Hokkaidō | Sōya            | Hamatonbetsu                                                                                 | Ngọt    | 13.3            | 3.3               | 0          | 0.014          |
| 23   | Suwa        | Chūbu    | Nagano          | Okaya, Suwa, Shimo-Suwa                                                                      | Ngọt    | 13.3            | 7.6               | 759        | 0.06135        |
| 24   | Akan        | Hokkaidō | Kushiro         | Kushiro                                                                                      | Ngọt    | 13.0            | 44.8              | 420        | 0.249          |
| 25   | Chūzenji    | Kantō    | Tochigi         | Nikkō                                                                                        | Ngọt    | 11.8            | 163.0             | 1269       | 1.1            |
| 26   | Inba        | Kantō    | Chiba           | Yachiyo, Sakura, Narita, Inzai, Shisui, Sakae                                                | Ngọt    | 11.55           | 2.5               | 2.5        | 0.0277         |
| 27   | Ikeda       | Kyūshū   | Kagoshima       | Ibusuki                                                                                      | Ngọt    | 10.9            | 233.0             | 66         | 1.38           |
| 28   | Hibara      | Tōhoku   | Fukushima       | Kitashiobara                                                                                 | Ngọt    | 10.7            | 30.5              | 822        | 0.13           |
| 29   | Kuttara     | Hokkaidō | Iburi           | Shiraoi                                                                                      | Ngọt    | 4.68            | 148               | 258        | 0.491          |

1)Đối với các hồ trong khu vực Hokkaidō, Phó tỉnh được liệt kê